# Peter Schönhofer
Peter Schönhofer (* 8. März 1961 in Passau) ist ein deutscher Filmregisseur, Fernsehregisseur und Autor.

## Leben
Peter Schönhofer ist aufgewachsen in Calw im Schwarzwald und lebt mit seiner Familie in der Nähe von Mainz.

## Ausbildung
- Abitur 1980
- Theaterregie an der „Provinzbühne“ in Calw
- 4 Gastsemester an der Hochschule für Film und Fernsehen in München
- Tätigkeit als Trickfilm-Kameramann und Phasenzeichner bei Linda Trickfilm in München
- Ausbildung im Bereich Bild- und Tontechnik an der Schule für Rundfunktechnik in Nürnberg
- Volontariat in den Bereichen Schnitt, Kamera und Redaktion beim Zweiten Deutschen Fernsehen in Mainz
- Drehbuchaufstellung bei Matthias Varga von Kibéd

## Tätigkeiten
- Seit 1985 freiberuflicher Regisseur bei ZDF, ORF, 3sat, SWR, Arte, WDR, und vielen Auftragsproduzenten
- Dozententätigkeit beim Zweiten Deutschen Fernsehen in der Aus und Fortbildung und der ADK Baden-Württemberg in den Bereichen: Regie, Montage und Verbundproduktionen
- Jurymitglied beim Deutschen Kamerapreis 2013 und 2014
- Mitentwickler an einem völlig neuartigen Regiesystem (Live2Edit) für Mehrkameraproduktionen, welches es ermöglicht, unmittelbar nach der Aufzeichnung eines Live-Events eine sofort editierbare Multicam-Sequenz des Liveschnitts für ein nonlineares Schnittsystem zu erstellen.
- Seit 2014 einer der Geschäftsführer der Live2Line GmbH in Frankfurt
- Teilnehmer an diversen Podiumsdiskussionen an der Pop-Akademie Baden-Württemberg zum Thema Musik und Visualisierung, beim Forum für Filme und Musik „The Look of Sound“

## Nominierungen
- 2004 Grimme-Preis für die Fernsehregie "Leonce und Lena" (Berliner Ensemble)
- 2004 Vienna TV-Award für "Rigoletto" (bester Film in der Kategorie Opernaufzeichnung)
- 2008 Grimme-Preis für die Regie von "Liebe" (Kabarettistische Fernsehsendung mit Hagen Rether)

## Preise und Auszeichnungen
- 1992 Spezialpreis der Jury auf dem intern. Theaterfilmfestival in Rom für "Das Ende des Armenhauses"
- 1999 Prix de Bale für die Sendereihe "Denkmal"
- 2001 Bayerischer Fernsehpreis für die Fernsehregie von "Faust I" in der Inszenierung von (Peter Stein)
- 2007 Bronze World Medal in Performing Arts New York Festival für "Dido and Aeneas"
- 2007 Deutscher Kamerapreis, Spezialpreis der Jury für die visuelle Umsetzung von Mitridate (Opernübertragung aus Salzburg)
- 2009 Jahrespreis der Deutschen Schallplattenkritik für die DVD-Erscheinung der Opernaufzeichnung von "Dido and Aeneas" (Produktion 2005)

## Sendungsreihen
- 1990 bis  2001 Denkmal, 12 Folgen jährlich, (Kulturquiz bei 3sat)
- 1987 bis 1994  MundArt - live, 6 Folgen jährlich, (wechselnde Kabarettprogramme auf 3sat)
- 1989 bis 1991 Sonntagsshow, 12 Folgen jährlich, (Newsmagazin bei 3sat)
- 1992 bis 1993 Reiselust, mehrere Folgen jährlich, (Reisemagazin im ZDF)
- 1992 bis 1993 PEP, 12 Folgen jährlich, (satirische Politshow bei 3sat)
- 1992 bis 1996 Neues ... die Computershow, 12 Folgen jährlich, (Computermagazin bei 3sat)
- 1994 bis 1997 Neues ... der Anwenderkurs, 12 Folgen jährlich, (Computer Ratgebersendung bei 3sat)
- 1997 bis 2005 Sonntagskonzert, mehrere Folgen jährlich, (Musiksendung, ZDF)
- 1997 bis 2001 Roglers Freiheit, 6 Folgen jährlich, (Kabarettsendung mit Richard Rogler, 3sat)
- 2004 bis 2007  Alles muß raus, 6 Folgen jährlich, (Kabarettsendung mit Urban Priol, 3sat)
- 2008 bis 2012 Volker Pispers und Gäste, (Kabarettsendung mit Volker Pispers, 3sat)
- 2009 Tigerentenclub, Relaunch, (Kinder und Jugendsendung, SWR)
- 2008 bis 2010 Seitensprung, 6 Folgen jährlich, (Kabarettsendung mit Florian Schröder, 3sat)
- 2015 Puschel-TV, 6 Folgen, (Comedyserie mit Alfons, SR)
- seit 2010 Verleihung Deutscher Kleinkunstpreis, jährlich, (Übertragung aus dem Unterhaus in Mainz, ZDF)
- seit 2015 Alfons und Gäste, 12 Folgen jährlich, (Comedyserie, SR)

## Theaterfilme und Aufzeichnungen
- 1986 Alles in Allem, (Theaterübertragung, ZDF/3sat)
- 1989 Der Widerspenstigen Zähmung, (Theaterverfilmung, ZDF/3sat)
- 1990 Die Humanisten, (Theaterübertragung, ZDF/3sat)
- 1990 Strategie eines Schweins, (Theaterübertragung, ZDF/3sat)
- 1990 Faust auf Faust, (Themenabend zu Goethes Faust, ZDF/3sat)
- 1991 Die Zimtläden, (Theaterverfilmung, ZDF/3sat)
- 1991 Gespräch im Hause Stein, (Theaterverfilmung, 3-Teiler, ZDF/3sat)
- 1991 Marx Brothers Radio-Show, (Theateraufzeichnung, ZDF/3sat)
- 1991 Das Ende des Armenhauses, (szenische Theaterverfilmung, ZDF/3sat)
- 1993 Mensch Hermann, (Theaterverfilmung, ZDF/3sat)
- 1993 Ein Stück vom Paradies, (Theaterverfilmung, ZDF/3sat)
- 1996 Man lebe überall und heirate 4700 Hände, (Theateraufzeichnung, ZDF/3sat)
- 1999 Schmutzige Hände, (Theaterverfilmung, Inszenierung: Frank Castorf, ZDF/3sat)
- 1999 Genus Avium, (Theaterverfilmung, ZDF/3sat)
- 1999 RE: Frankenstein, (Theaterverfilmung, ZDF/3sat)
- 2000 John Gabriel Borkman, (Theaterverfilmung, Inszenierung: Leander Haussmann, ZDF/3sat)
- 2000 Faust I, (Aufzeichnung des Theatermarathons von Peter Stein, ZDF/3sat)
- 2001 Glaube und Heimat, (Theateraufzeichnung, Burgtheater Wien / Theatertreffen Berlin, ZDF/3sat)
- 2001 Richard II, (Theateraufzeichnung, Inszenierung: Claus Peymann, Theatertreffen Berlin, ZDF/3sat)
- 2001 Tous des Indian, (Theaterverfilmung eines Stücks von Alain Platel in Gent, Belgien, ZDF/3sat)
- 2003 I Furiosi, (Theaterverfilmung, Stuttgart, ZDF/3sat)
- 2003 Richard III, (Theateraufzeichnung, Berlin, ZDF/3sat)
- 2003 Leonce und Lena, (Theaterverfilmung, Berlin, ZDF/3sat)
- 2004 Wolf, (Theaterverfilmung mit Alain Platel, Brüssel, ZDF/3sat)
- 2004 Kampf des Negers und der Hunde, (Theateraufzeichnung, Berlin, ZDF/3sat)
- 2005 Don Carlos, (Theaterverfilmung, Wien, ZDF/3sat)
- 2005 Schiller oder Verrat, Verrat und hinten scheint die Sonne, (Theateraufzeichnung, ZDF/3sat)
- 2006 Liebe, Spott und Vaterland, (Inszenierung und Übertragung eines Heine-Abends am Schauspielhaus Hamburg, ZDF/3sat)
- 2006 König Ottokars Glück und Ende, (Theaterverfilmung, Wien, ORF)
- 2006 Iwanow, (Theateraufzeichnung, Berlin, ZDF/3sat)
- 2007 Ulrike Maria Stuart, (Theater Live-Übertragung, Theatertreffen Berlin, ZDF/3sat)
- 2007 Dreigroschenoper, (Theateraufzeichnung, Frankfurt am Main, ZDF/3sat)
- 2008 King Lear, (Theateraufzeichnung, Wien, ZDF/3sat)
- 2008 Maria Stuart, (Theateraufzeichnung, Hamburg, ZDF/3sat)
- 2008 Der Sturm, (Theater Live-Übertragung, Theatertreffen Berlin, ZDF/3sat)
- 2008 LIEBE MACHT TOT(D), Schüler spielen Shakespeare (Aufzeichnung von 5 Schultheaterinszenierungen, Theatertreffen Berlin, ZDF/3sat)
- 2008 Der eingebildet Kranke, (Theateraufzeichnung, Frankfurt am Main, ZDF/3sat)
- 2009 Hiob, (Theateraufzeichnung, München, ZDF/3sat)
- 2009 Der Weibsteufel, (Theateraufzeichnung, Wien, ORF)
- 2009 Eine Kirche der Angst vor dem Fremden in mir, (Theater Live-Übertragung, Theatertreffen Berlin, ZDF/3sat)
- 2010 Kinder der Sonne, (Theateraufzeichnung, Berlin, ZDF/3sat)
- 2013 Die heilige Johanna der Schlachthöfe, (Theateraufzeichnung, Theatertreffen Berlin, ZDF/3sat)
- 2013 Sommernachtstraum, (Theateraufzeichnung bei den Salzburger Festspielen, ZDF/3sat)
- 2014 Die Physiker, (Theateraufzeichnung in Zürich, ZDF/3sat)
- 2014 Romeo und Julia, (Theateraufzeichnung in Hamburg, ZDF/3sat)
- 2016 John Gabriel Borkman, (Theateraufzeichnung in Wien, ZDF/3sat)
- 2016 Gold. Der Film der Nibelungen – Nibelungenfestspiele, (Theateraufzeichnung in Worms, ZDF/3sat)
- 2017 Die Räuber, (Theateraufzeichnung in München, ZDF/3sat)
- 2019 Überwältigung – Nibelungenfestspiele, (Theateraufzeichnung in Worms, ZDF/3sat)
- 2020 Der Menschenfeind, (Theateraufzeichnung in Berlin, ZDF/3sat)
- 2021 Graf Öderland, (Theateraufzeichnung in München, ZDF/3sat)
- 2022 Die Jungfrau von Orleans, (Theateraufzeichnung in Mannheim, ZDF/3sat)

## Musikfilme und Aufzeichnungen
- 1986 Swing & Talk, (Musiksendung mit der Rias Big-Band, 3sat)
- 1987 Swing & Talk, (Musiksendung mit der Rias Big-Band, 3sat)
- 1987 Big Band & Bill, (Musiksendung mit Bill Ramsey und Big-Band, 3sat)
- 1987 IFA (5 Live-Musik Sendungen aus Berlin)
- 1988 Auf Boccerinis Spuren, (Live Musiksendung, 3sat)
- 1988 Broadway Piano-Bar, (Live Musiksendung, 3sat)
- 1989 Je ne regrette rien, (Piaf-Abend, 3sat)
- 1991 Gianni Schicchi, (Opernaufzeichnung, 3sat)
- 1995 Gosh, (Musiktheaterübertragung, 3sat, Arte)
- 2002 Wise Guys A-Cappella-Comedy-Show, (Konzertaufzeichnung in der Mainzer Phoenixhalle, 3sat)
- 2002 Liebesgrüße mit Marianne und Michael, (4 Unterhaltungssendungen, ZDF)
- 2002 Weihnachten mit Marianne und Michael, (Unterhaltungssendung, ZDF)
- 2002 Have a Ball, (Sylvestergala mit den Geschwister Pfister, Ute Lemper und Sascha Distel, arte)
- 2003 Musik kennt keine Grenzen, (Musiksendung, ZDF)
- 2004 Rigoletto, (Opernaufzeichnung in Baden-Baden, 3sat)
- 2004 Die schönsten Sommerhits, (Unterhaltungssendung mit Caroline Reiber aus dem Europapark Rust, ZDF)
- 2005 Dido and Aeneas, (Opern und Ballettaufzeichnung, Berlin, Arte, 3sat)
- 2005 Triumph und Verrat, (Konzertaufzeichnung anlässlich der Händel-Festspiele in Halle mit Donna Leon, 3sat)
- 2006 Mitridate, (Opernaufzeichnung, Salzburger Festspiele, ZDF, 3sat)
- 2007 Ina Müller, weiblich, ledig, 40, (Konzertaufzeichnung 3sat und DVD-Produktion)
- 2007 Element of Crime, (Konzertaufzeichnung, 3sat)
- 2007 Anarchy in the Ukulele, Ukulele Orchestra of Great Britain (Konzertaufzeichnung aus dem Tipizelt in Berlin, 3sat)
- 2007 Mondsüchtig, (literarische live Musikshow aus Berlin, 3sat)
- 2007 Zauberwelt der Berge, (3 × Musiksendung mit Andrea Ballschuh, ZDF)
- 2006 Weihnachten in Wien, (Musiksendung, ZDF)
- 2008 Radio Pandorra, BAP , (Konzertaufzeichnung, 3sat)
- 2008 Nostalgica, Ten Tenors, (Konzertaufzeichnung, 3sat)
- 2008 Othello, (Opernaufzeichnung, Salzburger Festspiele, ZDF, 3sat, ORF)
- 2008 Zarah ohne Kleid, Tim Fischer, (Konzertaufzeichnung aus dem Tipizelt in Berlin, 3sat)
- 2008 Walgesänge, Annamateur & Aussensaiter, (Konzert und Comedy, Aufzeichnung aus dem Tipizelt in Berlin, 3sat)
- 2009 Cassandra Steen, (Konzertaufzeichnung, 3sat)
- 2009 Kettcar, (Konzertaufzeichnung, 3sat)
- 2009 Götz Alsmann, Nachtmusik, (Musiksendung, ZDF)
- 2010 Stanfour, (Konzertaufzeichnung ZDFNeoMusic Open Air)
- 2010 Marit Larsen, (Konzertaufzeichnung ZDFNeoMusic Open Air)
- 2010 Calexico, (Konzertaufzeichnung beim 24. 3sat-Festival)
- 2010 Miss Platnum, (Konzertaufzeichnung beim 24. 3sat-Festival)
- 2010 Iron and Wine, (Konzertaufzeichnung beim 24. 3sat-Festival)
- 2010 Ohrbooten, (Konzertaufzeichnung beim 24. 3sat-Festival)
- 2010 Marteria, (Konzertaufzeichnung beim 24. 3sat-Festival)
- 2010 Klänge des Himmels,
- 2011 Mahler 7 – Concertgebouw Amsterdam, (Konzertaufzeichnung, Amsterdam, ZDF, 3sat)
- 2011 Mahler 9 – Concertgebouw Amsterdam, (Konzertaufzeichnung, Amsterdam, ZDF, 3sat)
- 2011 Gustav Wöhler und Band, (Konzertaufzeichnung beim 25. 3sat-Festival)
- 2011 Katzenjammer, (Konzertaufzeichnung beim 25. 3sat-Festival)
- 2011 Jessie J., (Konzertaufzeichnung beim 25. 3sat-Festival)
- 2012 Monteverdissimo Orpheus, (Opernübertragung aus der komischen Oper, Berlin, 3sat)
- 2012 Monteverdissimo Odysseus, (Opernübertragung aus der komischen Oper, Berlin, 3sat)
- 2012 Das Labyrinth oder Der Kampf mit den Elementen, (Opernaufzeichnung bei den Salzburger Festspielen, 3sat)
- 2013 Weihnachten mit dem Bundespräsidenten, (Unterhaltungssendung aus Gengenbach, ZDF)
- 2014 Fierrabras, (Opernaufzeichnung, Salzburg, 3sat)
- 2015 Die Prinzen in der Oper Leipzig, (Konzertaufzeichnung für Talpa Media)
- 2016 One Night Song Pilotfolge, (Musikformat, VOX)
- 2016 Wozzeck, (Opernaufzeichnung in Frankfurt, 3sat)
- 2016 One Night Song, 8 Folgen (Musikformat Serie, VOX)
- 2018 Maite Kelly „Sieben Leben“, (Konzertaufzeichnung im Steintor-Varieté in Halle, DVD-Produktion)
- 2018 Michael Krebs und die Pommesgabeln des Teufels, (Konzertaufzeichnung beim ZDF, 3sat-Zeltestival in Mainz)
- 2019 Beatrice Egli "Wohlfühlgarantie" (Konzertaufzeichnung der Tour, DVD-Produktion)

## Tanzfilme und Aufzeichnungen
- 1994 Whisky and Flags, (Tanztheaterverfilmung, ZDF/3sat)
- 2002 Stardance, (Pilotentwicklung und Realisation, Jugendtanzformat, ZDF)
- 2005 Dido and Aeneas, (Opern und Ballettaufzeichnung, Berlin, Arte, ZDF/3sat)
- 2009 Ballett im Dom, (Ballettaufzeichnung einer Choreografie von Martin Schläpfer im Mainzer Dom, ZDF/3sat)
- 2010 Rock the Ballet, (Aufzeichnung in der Alten Oper, Frankfurt, ZDF/3sat)
- 2011 Aterballetto tanzt: Come Un Respiro & Le Sacre, (Ballettaufzeichnung, Baden-Baden, ZDF/3sat)
- 2015 Strawinsky heute, (Ballettaufzeichnung Stuttgart, ZDF/3sat)
- 2017 Petite Messe solennell, (Ballettaufzeichnung einer Choreografie von Martin Schläpfer in Düsseldorf, ZDF/3sat)
- 2018 Schwanensee, (Ballettaufzeichnung einer Choreografie von Martin Schläpfer in Düsseldorf, arte, WDR)

## Kabarett und Comedy
- 2002 Sissy Perlinger, (Kabarettaufzeichnung in der Mainzer Phoenixhalle, 3sat)
- 2002 Mathias Richling, (Kabarettaufzeichnung in der Mainzer Phoenixhalle, 3sat)
- 2003 Missfits, (Kabarettaufzeichnung in der Mainzer Phoenixhalle, 3sat)
- 2003 Matthias Beltz Gala, (Gedenksendung im schauspielfrankfurt, ZDF/3sat)
- 2003 Blaubart, (Comedyaufzeichnung mit Michael Quast, ZDF/3sat)
- 2003 Katerfrühstück, (Kabarettaufzeichnung mit Horst Schroth, 3sat)
- 2003 Im Schatten des Doms, (Fastnachtssendung in Mainz, live und open Air, ZDF)
- 2004 Gipfeltreffen, (Kabarettsendung mit Urban Priol und Gästen, 3sat)
- 2004 Mainz bleibt Mainz ..., (Fastnachtssendung im Mainzer Schloss, live ZDF)
- 2005 Völker zum Rhein, (Eine kabarettistische Rheintour mit Rainer Pause und Martin Stankowski, 3sat)
- 2005 Schiller – Verrat, Verrat und hinten scheint die Sonne, (Aufzeichnung mit Michael Quast, ZDF/3sat)
- 2005 Im Schatten des Doms, (Fastnachtssendung in Mainz, live und open Air, ZDF)
- 2006 Mainz bleibt Mainz ..., (Fastnachtssendung im Mainzer Schloss, live ZDF)
- 2007 Hauptstadtsatire, (Comedyaufzeichnung aus dem Tipizelt in Berlin, 3sat)
- 2008 Bannmeile, (Comedyaufzeichnung aus dem Tipizelt in Berlin, 3sat)
- 2008 Mainz bleibt Mainz ..., (Fastnachtssendung im Mainzer Schloss, live ZDF)
- 2008 Das letzte Gericht, (Comedyaufzeichnung mit Rainer Pause, 3sat)
- 2008 Neues aus der Anstalt, (Kabarettsendung mit Urban Priol und Georg Schramm, ZDF)
- 2009 Dreiländerspitzen, (Kabarettgala Live aus dem TIPI am Kanzleramt, 3sat)
- 2009 Lebkuchen, Malediva, (Comedyaufzeichnung aus dem Tipizelt in Berlin, 3sat)
- 2009 Schwitzen ist, wenn Muskeln weinen, Horst Evers, (Comedyaufzeichnung aus dem Tipizelt in Berlin, 3sat)
- 2010 Die Heute Show, (Comedysendung, ZDF)
- 2011 Pelzig hält sich, (Kabarettsendung mit Frank-Markus Barwasser, ZDF)
- 2011 Neues aus der Anstalt, (Kabarettsendung mit Urban Priol und Georg Schramm, ZDF)
- 2012 Reim gewinnt, (Comedy Pilotproduktion mit Helge von Thun, Stuttgart, 3sat)
- 2012 Rainald Grebe, (Kabarettaufzeichnung aus dem Unterhaus in Mainz, 3sat)
- 2013 Die Anstalt, (Pilotproduktion mit Tobias Mann und Christoph Sieber, ZDF)
- 2013 Neues aus der Anstalt, (Kabarettsendung mit Urban Priol und Frank-Markus Barwasser, ZDF)
- 2013 Pelzig hält sich, (Kabarettsendung mit Frank-Markus Barwasser, ZDF)
- 2014 Pilotproduktion Ein Fall fürs All, (Kabarettsendung mit Urban Priol, ZDF)
- 2014 Pelzig hält sich, (Kabarettsendung mit Frank-Markus Barwasser, ZDF)
- 2014 Ein Fall fürs All, (Comedysendung mit Urban Priol und Alfons, ZDF)
- 2015 Relaunch von Alfons und Gäste, (Comedy, SR)
- 2015 Vier sind das Volk, (Comedy, ZDF)
- 2015 Pelzig stellt sich, (Soloprogrammaufzeichnung mit Frank Markus Barwasser im Capitol in Offenbach, ZDF)
- 2015 Jahresrückblick mit Urban Priol, (Aufzeichnung im Capitol in Offenbach, ZDF)
- 2018 Özcan Cosar, Sarah Bosetti, (Kabarettaufzeichnung beim ZDF, 3sat-Zeltestival in Mainz)
- 2018 Martina Schwarzmann „Genau Richtig“, (Kabarettaufzeichnung beim ZDF, 3sat-Zeltestival in Mainz)
- 2018 Kom(m)ödchen-Ensemble „Irgendwas mit Menschen“, (Kabarettaufzeichnung beim ZDF, 3sat-Zeltestival in Mainz)
- 2018 Eckart von Hirschhausen & Tobias Esch „Die Bessere Hälfte“, (Kabarettaufzeichnung beim ZDF, 3sat-Zeltestival in Mainz)
- 2018 Eckart von Hirschhausen „Lach dich gesund“, (Kabarettaufzeichnung beim ZDF, 3sat-Zeltestival in Mainz)

## Dokumentationen
- 1993 Der Traum vom sanften Tourismus, (Dokumentar-Feature über Costa Rica, Buch, Realisation und Produktion, ZDF)
- 2007 Begegnung mit Cello über den Cellisten Sebastian Klinger, (Buch, Realisation, ZDF/3sat)
- 2008 Spitze mit Profil über die Balletttänzerin Katja Wünsche, (Buch, Realisation, ZDF/3sat)
- 2008 Zwischen Moll und Dur über den Pianisten Martin Stadtfeld, (Buch, Realisation, ZDF/3sat)
- 2011 Das blaue Sofa, (Neuentwicklung und Pilotierung eines TV-Literaturmagazins mit Wolfgang Herles, ZDF)

## Szenische Produktionen
- 1995 bis 1996 Neues... Computer für Kids, 12 Folgen (Fernsehspielserie mit dem Klappmaul Theater Frankfurt, 3sat)
- 1998 Ein Weihnachtsmann für Lore, (Regie und Buch, ZDF)
- 1999 Alle Kinder dieser Erde, Videoclips mit Detlef Jöcker (Regie und Buch, ZDF)
- 2000 Werbespot für Ratiopharm
- 2000 Werbespot für den Menschenkinderverlag
- 2002 Baden bei den alten Römern (Buch und Regie, Film für Siebenstein, ZDF)
- 2005 Sofa Trilogie, (Theaterverfilmung, Klappmaul Theater, Frankfurt am Main, DVD-Produktion)
- 2007 Liebe, (Kabarettfilm mit Hagen Rether, 3sat)
- 2008 Top Ten des Himmels aus Deutschland, (Musik-Reiseformat mit Marshall und Alexander, ZDF)
- 2009 Top Ten des Himmels aus Deutschland, (Musik-Reiseformat mit Marshall und Alexander, ZDF)
- 2010 Rolando Villazón: Mein Mexiko, (Regie und Buch eines Roadmovies, ZDF)
- 2010 Top Ten des Himmels aus Deutschland, (Musik-Reiseformat mit Marshall und Alexander, ZDF)
- 2011 Top Ten des Himmels aus Südtirol, (Musik-Reiseformat mit Marshall und Alexander, ZDF)
- 2014 Wetten Dass... Clips, (Spots mit Bully Herbig, ZDF)
- 2019 Die 30 besten Weihnachtslieder, (Buch, Realisation, Kinder-DVD-Produktion für Herr!Media GmbH)

| Personendaten    | Personendaten                                       |
| ---------------- | --------------------------------------------------- |
| NAME             | Schönhofer, Peter                                   |
| KURZBESCHREIBUNG | deutscher Film- und Fernsehregisseur, Drehbuchautor |
| GEBURTSDATUM     | 8. März 1961                                        |
| GEBURTSORT       | Passau                                              |